# Wilhelm Kiel
Pour les articles homonymes, voir Kiel.
Wilhelm Kiel (né le 16 février 1850 à Minden et mort le 12 mars 1932 à Uchte-Hamme) est un homme d'affaires allemand, propriétaire foncier et député du Reichstag.

## Biographie
Kiel étudie au Realgymnasium de Minden et suit une formation commerciale à Brême, Magdebourg, Bruxelles et Londres. De 1875 à 1901, il est copropriétaire de la société FC Kiel à Minden et est alors actif dans l'agriculture sur Gut Hammerberg près d'Uchte. Il est Oberleutnant dans la Landwehr, conseiller municipal de Minden et membre du conseil de l'arrondissement de Minden (de).
De 1912 à 1918, il est député du Reichstag pour la 1re circonscription de Minden (Minden (de), Lübbecke (de)) pour le Parti populaire progressiste.
Sa fille est la peintre et sculpteur Edith Meyer von Kamptz (de) (1884-1969).
Il y a une Wilhelm-Kiel-Straße à Uchte.